# Свердлов, Михаил Борисович
Михаи́л Бори́сович Свердло́в (17 мая 1939, Ленинград — 21 апреля 2022) — советский и российский историк, доктор исторических наук, профессор Российского государственного педагогического университета им. А. И. Герцена, главный научный сотрудник Санкт-Петербургского института истории Российской академии наук.

## Биография
Родился в семье служащих. Во время блокады Ленинграда был эвакуирован в Вологду вместе с матерью, которая поступила там на исторический факультет Вологодского учительского института, поэтому «вузовские учебники по истории стали его первыми книгами». После возвращения из эвакуации поступил в одно из старейших учебных заведений города — школу № 232 (Вторая Санкт-Петербургская гимназия). Школа работала по экспериментальной программе, предполагавшей изучение латыни и углублённые занятия историей. В 1956 году окончил школу, поступил рабочим на фабрику.
В 1958 году выдержал вступительные испытания на исторический факультет Ленинградского университета. Научный руководитель — В. В. Мавродин. Во время обучения постоянно участвовал в работе семинаров С. Н. Валка, регулярно посещал заседания Отдела древнерусской литературы Института русской литературы, участвовал в археологических экспедициях. В 1961 году написал курсовое сочинение «К вопросу о летописных источниках „Повести о битве на Калке“», которое было опубликовано в научном журнале.
Особое внимание в рамках своей профессиональной подготовки Свердлов уделял изучению классических и новых языков. Занятия латинским и древнегреческим языками проходили под руководством А. И. Доватура. Скандинавские источники по древней истории России изучал под руководством М. И. Стеблина-Каменского, арабские — у К. О. Юнусова. На ленинградской кафедре иностранных языков АН СССР последовательно прошёл подготовку по немецкому, французскому и английскому языкам.
В 1963 году поступил в аспирантуру при Ленинградском отделении Института истории АН СССР (ныне — Санкт-Петербургский институт истории РАН), где прошёл путь от аспиранта до главного научного сотрудника. С 1990 года — профессор. Основная область научных занятий — источниковедение и историография истории Руси до XIII века.
Кандидатская диссертация: «Латинские источники по истории Руси IX—XIII вв.» (Л., 1969).
Докторская диссертация: «Генезис и структура феодального общества Древней Руси» (Л., 1983).
В 2008 году Российская академия наук присудила М. Б. Свердлову премию им. В. О. Ключевского за серию работ по истории Древней Руси.

## Основные труды

### Историография и источниковедение
- Советская историография Киевской Руси. — Л., 1978.
- Советское источниковедение Киевской Руси. — Л., 1979.
- Генезис и структура феодального общества в Древней Руси. — Л., 1983.
- Латиноязычные источники по истории Древней Руси. — М.—Л., 1989.
- Общественный строй Древней Руси в русской исторической науке XVIII—XX вв. — СПб., 1996.
- Историография, теория и практика изучения истории Руси VI—XIII вв. — Саратов, 2002. — 96 с.
- Василий Никитич Татищев — автор и редактор «Истории российской». — СПб., 2009.
- Ломоносов и становление исторической науки в России. — СПб., 2011. — 916 с.
- История России в трудах Н. М. Карамзина. — СПб., 2018. — 368 с.
- Российская историография второй половины XVIII века. — СПб, 2022. — 537 с.

### История Руси и соседних стран VI—XIII веков
- Скандинавы на Руси // Скандинавский сборник. 1974. Вып. 19. С. 55-69.
- Общественный строй славян в VI—VII вв. // Советское славяноведение. 1977. № 3. С. 46-59.
- Генезис феодальной земельной собственности в Древней Руси // Вопросы истории. 1978. №. 8. С. 40-56.
- Семья и община в Древней Руси // История СССР. 1981. № 3. С. 97-108.
- Свердлов М. Б. Социально-экономические предпосылки принятия христианства на Руси // Вопросы научного атеизма. Вып. 37. Православие в истории России / Редкол. В. И. Гараджа (отв. ред.) и др.; Акад. обществ. наук ЦК КПСС. Ин-т научного атеизма. — М.: Мысль, 1988. — С. 20—29. — 303 с. — 20 700 экз. — ISBN 5-244-00202-3.
- От Закона Русского к Русской Правде. — М., 1988. — 176 с.
- Становление феодализма в славянских странах. — СПб., 1997.
- Домонгольская Русь. — СПб., 2003.

### Учебные пособия
- Правда Русская: Уч. пособие к спец. курсу. СПб., 1992.
- История Руси VI—XIII вв.: Уч. пособие. СПб., 1997.
- Методы исторического познания: Уч. пособие. СПб., 1997.
- Историография, теория и практика изучения истории Руси VI—XIII вв.: Учеб. пособ. для студентов ист. фак. Саратов, 2002.

### Статьи
- Свердлов М. Б. Павлов-Сильванский Николай Павлович // Большая российская энциклопедия : электронная версия. — 2016. — Дата обращения: 23.02.2018.
- Свердлов М. Б. К изучению моравских исторических произведений в составе «Повести временных лет» // Феодальная Россия: Новые исследования. СПб., 1993. С. 17—25 («Сказание о преложении книг на словенский язык» и его источники)
- Свердлов М. Б. К истории великоморавской культурной традиции на Руси конца XI — начала XII вв. Архивная копия от 3 мая 2019 на Wayback Machine // Петербургский исторический журнал, 2015. № 3 (7). С. 10—21